# Harry Reynolds (ciclista)
Harry Reynolds (14 de diciembre de 1874-16 de julio de 1940) fue un deportista irlandés que compitió en ciclismo en la modalidad de pista. Ganó dos medallas en el Campeonato Mundial de Ciclismo en Pista, oro en 1896 y bronce en 1897.

## Medallero internacional
| Campeonato Mundial | Campeonato Mundial     | Campeonato Mundial | Campeonato Mundial       |
| Año                | Lugar                  | Medalla            | Competición              |
| ------------------ | ---------------------- | ------------------ | ------------------------ |
| 1896               | Copenhague (Dinamarca) | Medalla de oro     | Velocidad individual (A) |
| 1897               | Glasgow (Reino Unido)  | Medalla de bronce  | Velocidad individual (A) |